# Zeitschrift für technische Physik
Die Zeitschrift für technische Physik war eine Zeitschrift für angewandte Physik, die von 1920 bis 1943 bei J. A. Barth in Leipzig erschien. Herausgeber war die Deutsche Gesellschaft für Technische Physik.
Der letzte Band 24 erschien 1943. Die Bände hatten jeweils 12 Hefte. Herausgeber waren Carl Ramsauer, Hans Rukop und Wilhelm Hort.
Nachfolger wurde nach dem Zweiten Weltkrieg die Zeitschrift für angewandte Physik.